# Koniec (Borczyn)
Koniec – część wsi Borczyn w Polsce, położona w województwie świętokrzyskim, w powiecie pińczowskim, w gminie Kije.
W latach 1975–1998 Koniec administracyjnie należał do województwa kieleckiego.